# All Japan Indoor Tennis Championships
Gli All Japan Indoor Tennis Championships, noti come Shimadzu All Japan Indoor Tennis Championships (島津全日本室内テニス選手権大会?, Shimazu Zen Nihon Shitsunai Tenisu Senshukentaikai) per ragioni di sponsorizzazione, sono un torneo professionistico di tennis giocato annualmente sul sintetico indoor a Kyoto, in Giappone, dal 1997. Fino al 2018 hanno fatto parte del circuito maschile ATP Challenger Tour. Dal 2019 fanno invece parte del circuito femminile ITF Women's Circuit. L'edizione del 2021 non è stata giocata a causa della pandemia da covid-19.
Nel singolare il primato è condiviso fra quattro tennisti con due trofei ciascuno, Michal Tabara, Takao Suzuki, Yūichi Sugita e John Millman. Mentre nel doppio primeggiano con 4 successi la coppia thailandese Sanchai e Sonchat Ratiwatana. Inoltre la doppista giapponese Moyuka Uchijima ha il record nel femminile avendo vinto entrambe le edizioni giocate.

## Albo d'oro

### Singolare femminile
| Year | Campionessa                         | Finalista                           | Punteggio                           |
| ---- | ----------------------------------- | ----------------------------------- | ----------------------------------- |
| 2025 | Sara Saitō                          | Himeno Sakatsume                    | 6-4, 7-6(2)                         |
| 2024 | Non disputato                       | Non disputato                       | Non disputato                       |
| 2023 | Kayo Nishimura                      | Hiroko Kuwata                       | 3–6, 6–2, 6–4                       |
| 2022 | Miyu Kato                           | Yuriko Lily Miyazaki                | 6–4, 2–6, 6–2                       |
| 2021 | Cancellato per pandemia da covid-19 | Cancellato per pandemia da covid-19 | Cancellato per pandemia da covid-19 |
| 2020 | Xun Fangying                        | Indy de Vroome                      | 3–6, 6–3, 7–6(6)                    |
| 2019 | Ylena In-Albon                      | Zhang Kailin                        | 6–2, 6–3                            |

### Doppio femminile
| Year | Campionesse                         | Finaliste                           | Punteggio                           |
| ---- | ----------------------------------- | ----------------------------------- | ----------------------------------- |
| 2025 | Saki Imamura Park So-hyun           | Momoko Kobori Ayano Shimizu         | 7-5, 6-4                            |
| 2024 | Non disputato                       | Non disputato                       | Non disputato                       |
| 2023 | Hikaru Yoshikawa Shiho Shibata      | Ari Matsumoto Suzuho Oshino         | 6–3, 7–6(3)                         |
| 2022 | Liang En-shuo Wu Fang-hsien         | Momoko Kobori Luksika Kumkhum       | 2–6, 7–6(5), [10–2]                 |
| 2021 | Cancellato per pandemia da covid-19 | Cancellato per pandemia da covid-19 | Cancellato per pandemia da covid-19 |
| 2020 | Erina Hayashi Moyuka Uchijima (2)   | Hsieh Yu-chieh Minori Yonehara      | 7–5, 5–7, [10–6]                    |
| 2019 | Eri Hozumi Moyuka Uchijima (1)      | Chen Pei-hsuan Wu Fang-hsien        | 6–4, 6–3                            |

### Singolare maschile
| Anno | Campione          | Finalista           | Punteggio          |
| ---- | ----------------- | ------------------- | ------------------ |
| 2018 | John Millman (2)  | Jordan Thompson     | 7–5, 6–1           |
| 2017 | Yasutaka Uchiyama | Blaž Kavčič         | 6–3, 6–4           |
| 2016 | Yūichi Sugita (2) | Zhang Ze            | 5–7, 6–3, 6–4      |
| 2015 | Michał Przysiężny | John Millman        | 6–3, 3–6, 6–3      |
| 2014 | Martin Fischer    | Tatsuma Itō         | 3–6, 7–5, 6–4      |
| 2013 | John Millman (1)  | Marco Chiudinelli   | 4–6, 6–4, 7–6(2)   |
| 2012 | Tatsuma Itō       | Malek Jaziri        | 6(5)–7, 6–1, 6–2   |
| 2011 | Dominik Meffert   | Cedrik-Marcel Stebe | 4–6, 6–4, 6–2      |
| 2010 | Yūichi Sugita (1) | Matthew Ebden       | 4–6, 6–4, 6–1      |
| 2009 | Serhij Bubka      | Takao Suzuki        | 7–6(6), 6–4        |
| 2008 | Gō Soeda          | Matthias Bachinger  | 7–6(0), 2–6, 6–4   |
| 2007 | Takao Suzuki (2)  | Dieter Kindlmann    | 2–6, 7–5, 6–1      |
| 2006 | Nicolas Mahut     | Lu Yen-hsun         | 6–4, 6–1           |
| 2005 | Robin Vik         | Pavel Šnobel        | 6–4, 6–4           |
| 2004 | Michal Tabara (2) | Lu Yen-hsun         | 7–6(5), 4–3 ritiro |
| 2003 | Michal Tabara (1) | Noam Behr           | 6–2, 6–2           |
| 2002 | Takao Suzuki (1)  | Mario Ančić         | 6(4)–7, 6–2, 6–2   |
| 2001 | John van Lottum   | Michael Kohlmann    | 6(3)–7, 6–4, 7–5   |
| 2000 | Kevin Ullyett     | Arvind Parmar       | 6(4)–7, 6–4, 6–4   |
| 1999 | Julian Knowle     | Gouichi Motomura    | 6–1, 6–2           |
| 1998 | Michael Kohlmann  | Steve Campbell      | 7–6, 3–6, 6–3      |
| 1997 | Carsten Arriens   | Mahesh Bhupathi     | 3–6, 6–2, 7–6      |

### Doppio maschile
| Anno | Campioni                                      | Finalisti                         | Punteggio              |
| ---- | --------------------------------------------- | --------------------------------- | ---------------------- |
| 2018 | Luke Saville Jordan Thompson                  | Gō Soeda Yasutaka Uchiyama        | 6–3, 5–7, [10–6]       |
| 2017 | Sanchai Ratiwatana (3) Sonchat Ratiwatana (3) | Ruben Bemelmans Joris De Loore    | 4–6, 6–4, [10–7]       |
| 2016 | Gong Maoxin Yi Chu-huan                       | Gō Soeda Yasutaka Uchiyama        | 6–3, 7–6(7)            |
| 2015 | Benjamin Mitchell Jordan Thompson             | Gō Soeda Yasutaka Uchiyama        | 6–3, 6–2               |
| 2014 | Purav Raja (2) Divij Sharan (2)               | Sanchai Ratiwatana Michael Venus  | 5–7, 7–6(3), [10–4]    |
| 2013 | Purav Raja (1) Divij Sharan (1)               | Chris Guccione Matt Reid          | 6–4, 7–5               |
| 2012 | Sanchai Ratiwatana (2) Sonchat Ratiwatana (2) | Hsieh Cheng-peng Lee Hsin-han     | 7–6(7), 6–3            |
| 2011 | Dominik Meffert Simon Stadler                 | Andre Begemann James Lemke        | 7–5, 2–6, [10–7]       |
| 2010 | Martin Fischer Philipp Oswald                 | Divij Sharan Vishnu Vardhan       | 6–1, 6–2               |
| 2009 | Aisam-ul-Haq Qureshi Martin Slanar (2)        | Tatsuma Itō Takao Suzuki          | 6(7)–7, 7–6(3), [10–6] |
| 2008 | Dieter Kindlmann Martin Slanar (1)            | Hiroki Kondo Gō Soeda             | 6–1, 7–5               |
| 2007 | Sanchai Ratiwatana (1) Sonchat Ratiwatana (1) | Rajeev Ram Bobby Reynolds         | 6–4, 6–3               |
| 2006 | Alun Jones Jonathan Marray                    | Prakash Amritraj Rohan Bopanna    | 6–4, 3–6, [14–12]      |
| 2005 | Pavel Šnobel Michal Tabara                    | Joji Miyao Atuso Ogawa            | 6–2, 6(4)–7, 7–5       |
| 2004 | Rik De Voest Fred Hemmes, Jr.                 | Lu Yen-hsun Jason Marshall        | 6–3, 6(8)–7, 6–4       |
| 2003 | Amir Hadad Andy Ram                           | Jan Hájek Wang Yeu-tzuoo          | 3–6, 6–3, 6–1          |
| 2002 | Tuomas Ketola Alexander Waske                 | Mario Ančić Lovro Zovko           | 6–4, 6–4               |
| 2001 | Noam Behr Noam Okun                           | Kelly Gullett Brandon Hawk        | 6–3, 7–5               |
| 2000 | Martin Hromec Tom Spinks                      | Yaoki Ishii Satoshi Iwabuchi      | 6–4, 7–6(5)            |
| 1999 | Julian Knowle Lorenzo Manta                   | Giorgio Galimberti Hyung-Taik Lee | 6–1, 6–7, 6–2          |
| 1998 | Takao Suzuki Kevin Ullyett                    | Óscar Ortiz Maurice Ruah          | 4–6, 6–1, 6–4          |
| 1997 | Mahesh Bhupathi Wayne Black                   | Satoshi Iwabuchi Takao Suzuki     | 6–4, 6–7, 6–1          |